# Séisme de 1993 à Guam
 (juillet 2021).
Séisme de 1993 à Guam est un tremblement de terre qui s'est produit près de Guam le 8 août 1993. La magnitude était de 7,8.